# Ядерные испытания КНДР (январь 2016)
6 января 2016 года в 10:00:01 по UTC+08:30 КНДР провела подземное ядерное испытание на полигоне Пангири, приблизительно в 50 километрах к северо-западу от города Кильджу (уезд Кильджу, провинция Хамгён-Пукто). Северокорейские СМИ позже сообщили об успешном испытании водородной бомбы, сведения о существовании которой впервые появились месяцем ранее. Геологическая служба США сообщила о регистрации землетрясения магнитудой 5,1 в районе полигона Пангири; Китайский центр сейсмологических сетей зафиксировал толчок магнитудой 4,9.
New York Times сообщила, что КНДР охарактеризовала испытание как «полный успех», Guardian добавляет, что северокорейское правительство охарактеризовало его как «самооборону против США, имеющих многочисленные и огромные запасы ядерного оружия». Более полная цитата Корейского Центрального телевидения (KCTV) (по сообщению NK News), выглядит так «США собрали силы, враждебные по отношению к КНДР, и клеветнически подняли вопрос о правах человека, чтобы помешать дальнейшему движению КНДР. По этой причине нами была создана водородная бомба для самообороны против США, имеющих многочисленные и огромные запасы ядерного оружия. Судьба КНДР должна находиться только в её руках».
Южнокорейское разведывательное агентство и сторонние эксперты высказали серьёзные сомнения, предположив, что Пхеньян вновь испытал обычную атомную, а не водородную бомбу.

## Предыстория
КНДР ранее провела три подземных ядерных испытания в 2006, 2009 и 2013 годах, каждый раз провоцируя санкции со стороны Совета Безопасности Организации Объединённых Наций.
В декабре 2015 года Ким Чен Ын заявил, что страна имеет потенциал для создания водородной бомбы, устройства значительно большей мощности, чем обычная атомная бомба, использованная в предыдущих испытаниях. Это предположение было скептически встречено Белым домом и южнокорейскими чиновниками.
В первый день нового 2016 года в своей речи Ким Чен Ын предупредил, что провокации «вторгающихся чужаков» будут встречены «священной войной правосудия».

## Испытания
Испытание было совершено 6 января 2016 года в 10:00:01 PYT (01:30:01 UTC) на ядерном полигоне Пангири и вызвало землетрясение магнитудой 4.9 или 5.1. Схожая картина наблюдалась 12 февраля 2013 года, когда КНДР провела испытание ядерной бомбы, тогда было зафиксировано землетрясение магнитудой 5,1. По оценкам представителей Южной Кореи, мощность взрыва в 2013 году составила 6-9 килотонн тротила. Хотя КНДР объявила, что 6 января 2016 было проведено успешное испытание прототипа водородной бомбы, международные эксперты и члены правительства Южной Кореи выразили сомнения, из-за сравнительно небольшой мощности взрыва.